# БМД-2
БМД-2 (боевая машина десанта-2) — советская/российская боевая гусеничная плавающая машина. Создана на базе БМД-1, предназначена для использования в воздушно-десантных войсках и десантирования парашютным или посадочным способом с военно-транспортного самолёта типа Ан-12, Ан-22 и Ил-76. Принята на вооружение в 1985 году.

## Вооружение
БМД-2 оснащена 30-мм автоматической пушкой 2А42, спаренным и курсовым 7,62-мм пулеметами ПКТ, а также противотанковым ракетным комплексом 9М111 «Фагот» или 9М113 «Конкурс».
Более точная система вооружения, противотанковый комплекс, повышенные универсальность и живучесть в бою — российские десантники в ближайшие годы получат переработанные боевые машины десанта БМД-2М. Модернизации подвергнут около шестисот единиц БМД-2, то есть практически весь существующий парк.
Масштабная модернизация БМД-2 до версии с индексом «М» начнется с 2021-го. Улучшенные БМД-2М оснастят современным противотанковым ракетным оружием, цифровой системой разведки, аппаратурой связи и автоматизированным комплексом управления огнем. С помощью автомата сопровождения цели десантники смогут стрелять днем и ночью, на ходу и на плаву. При этом боевые машины останутся авиадесантируемыми.
Причина тотальной модернизации — несоответствие БМД-2 требованиям современного боя и неудовлетворительное техническое состояние большинства образцов.
Основное отличие модернизированной БМД-2М — новый боевой модуль «Берег» (вместо «Будки») с возможностью установки более мощного и точного вооружения. К пушке 2А42 и 7,62-миллиметровому пулемету добавили 30-миллиметровый гранатомет для ударов по живой силе противника. Увеличена боевая эффективность главного орудия — теперь пушка работает на дистанциях до четырёх километров и более удобна для стрельбы по воздушным целям. А за уничтожение тяжелой бронетехники отвечает пусковая установка с двумя противотанковыми управляемыми ракетами «Корнет».
Минобороны России пересмотрело планы по утилизации парка бронетехники в связи с внешнеполитической обстановкой у границ и усилением боеподготовки Вооруженных сил. До 2020-го под нож отправят не десять тысяч различных бронемашин советского производства, как предполагалось, а только четыре тысячи. Большую часть устаревшей техники модернизируют, в том числе и БМД-2.

## Модификации
- БМД-2К — командирская боевая машина, дополнительно оснащённая радиостанцией Р-173, бензиноэлектрическим агрегатом АБ-0,5-3-П/30 и гирополукомпасом ГПК-59.
- БМД-2М — модернизация, спаренная установка ПТУР «Корнет», новая СУО с тепловизионным каналом.[1].

## На вооружении
- Россия — 500 БМД-2 по состоянию на 2024 год[2]
- Узбекистан — 9 БМД-2 по состоянию на 2024 год[3]
- Украина
  - Десантно-штурмовые войска Украины — неизвестное количество БМД-2 по состоянию на 2024 год[4]

## Служба и боевое применение

### Служба
1. Война в Абхазии (1992—1993) — состояли на вооружении России [5]
2. После войны в Боснии использовались российскими войсками в составе миротворческой миссии[5]
3. Принимали участие в незапланированных учениях МО РФ, прошедших с 17 по 21 февраля 2013 года. Начальник Генштаба РФ Валерий Герасимов так отметил состояние парка БМД-2 в Российской армии[6]:

«БМД-2 устарели морально и физически, возраст машин составляет 20-25 лет, а иногда и более. Износ основных узлов и агрегатов не позволяет использовать боевые возможности данного вида техники, По этой причине в ходе марша на полигон из строя вышли две единицы БМД-2»

### Боевое применение
1. Афганская война (1979—1989)[7].
2. Первая чеченская война[8].
3. Вторая чеченская война[9].
4. Война в Грузии (2008) — применялись российскими вооруженными силами[10].
5. Война на востоке Украины: использовался Украиной и сепаратистскими формированиями[11][12][13]
6. Вторжение России на Украину (2022): используется обеими сторонами. На начало апреля, не менее 41 БМД-2 было захвачено у российских и сепаратистских сил украинской армией[14].

## Галерея
- БМД-2 на тактических учениях 137-го гвардейского парашютно-десантного полка. 28 сентября 2011 г., Рязанская область